# پادشاهی فاس
پادشاهی فاس (به عربی: مملكة فاس) نامی بود که به بخش شمالی مراکش از زمان تأسیس آن در قرن ۸ میلادی توسط ادریسیان تا بنیان گذاری مستعمرات فرانسه و اسپانیا گفته می‌شد. پایتخت این پادشاهی در فاس قرار داشت.
این پادشاهی در اوج قدرت از قله‌های اطلس بزرگ در جنوب تا دریای مدیترانه در شمال و از اقیانوس اطلس در غرب تا دولت زیانیون در شرق امتداد می‌یافت.